# Associazione Calcio Siena 1996-1997
Questa voce raccoglie le informazioni riguardanti l'Associazione Calcio Siena nelle competizioni ufficiali della stagione 1996-1997.

## Stagione
Nella stagione 1996-1997 il Siena disputò l'undicesimo campionato di Serie C1 della sua storia.

## Divise e sponsor
Il fornitore ufficiale di materiale tecnico per la stagione 1996-1997 fu Virma, mentre lo sponsor di maglia fu CDI-Ring Denim.
| 1ª divisa | 2ª divisa |

## Organigramma societario
Area direttiva
- Presidente: Max Paganini
- Direttore sportivo: Nelso Ricci
- Addetti stampa: Maurizio Boldrini e Stefano Montomoli
- Segretario: Sandro Maffei

Area tecnica
- Allenatore: Corrado Orrico, poi dal 6 gennaio 1997 Claudio Rastelli[2], infine dal 14 gennaio 1997 Giuseppe Savoldi[3]
- Preparatore atletico: Alessandro Sarrocco

Area sanitaria
- Medico sociale: Andrea Causarano
- Massaggiatore: Bruno Tanganelli

## Rosa
| N. |                   | Ruolo | Calciatore         |
| -- | ----------------- | ----- | ------------------ |
|    | Italia (bandiera) | P     | Andrea Ivan        |
|    | Italia (bandiera) | P     | Giacomo Mazzi      |
|    | Italia (bandiera) | D     | Stefano Argilli    |
|    | Italia (bandiera) | D     | Mauro Bianchi      |
|    | Italia (bandiera) | D     | Giandomenico Costi |
|    | Italia (bandiera) | D     | Giovanni Ferraro   |
|    | Italia (bandiera) | D     | Mariano Grillo     |
|    | Italia (bandiera) | D     | Sergio Lancini     |
|    | Italia (bandiera) | D     | Andrea Leonardi    |
|    | Italia (bandiera) | D     | Michele Mignani    |
|    | Italia (bandiera) | D     | Andrea Pepi        |
|    | Italia (bandiera) | C     | Alessandro Bartoli |
|    | Italia (bandiera) | C     | Fabio Bellotti     |
|    | Italia (bandiera) | C     | Daniele Bencistà   |

| N. |                   | Ruolo | Calciatore           |
| -- | ----------------- | ----- | -------------------- |
|    | Italia (bandiera) | C     | Diego Bortoluzzi     |
|    | Italia (bandiera) | C     | Marco Caputi         |
|    | Italia (bandiera) | C     | Fabio Carsetti       |
|    | Italia (bandiera) | C     | Alessio Di Mella     |
|    | Italia (bandiera) | C     | Emanuel La Scaleia   |
|    | Italia (bandiera) | C     | Valentino Papa       |
|    | Italia (bandiera) | A     | Antonio Arcadio      |
|    | Italia (bandiera) | A     | Antonio Bernardi     |
|    | Italia (bandiera) | A     | Giuseppe Castiglione |
|    | Italia (bandiera) | A     | Fabrizio Gamberi     |
|    | Italia (bandiera) | A     | Walter Lapini        |
|    | Italia (bandiera) | A     | Luca Puccinelli      |
|    | Italia (bandiera) | A     | Roberto Simonetta    |

## Risultati

### Serie C1

#### Girone d'andata
| Arbitro: | Tullio (Avezzano) |

|  |           |                               |
|  | Marcatori | 28’ Bortoluzzi 71’ Puccinelli |

| Arbitro: | Cardella (Torre del Greco) |

|                                     |           |  |
| Simonetta 75’ (rig.) Bortoluzzi 84’ | Marcatori |  |

| Arbitro: | Gregoroni (Napoli) |

|                             |           |  |
| Mandelli 48’ L. Amoruso 66’ | Marcatori |  |

| Arbitro: | Rosetti (Torino) |

|            |           |  |
| Caputi 45’ | Marcatori |  |

| Pistoia 29 settembre 1996 5ª giornata | Pistoiese            | 0 – 0 | Siena | Stadio Comunale\| Arbitro: \| Calabrese (Avezzano) \| |
| Arbitro:                              | Calabrese (Avezzano) |       |       |                                                       |

| Arbitro: | Sciamanna (Ascoli Piceno) |

|                  |           |  |
| Arcadio 25’, 31’ | Marcatori |  |

| Arbitro: | Pizzini (Verona) |

|                           |           |                      |
| Falco 24’ Stancanelli 69’ | Marcatori | 81’ (rig.) Simonetta |

| Arbitro: | Sputore (Vasto) |

|                                     |           |                      |
| Caruso 12’ (aut.) Caputi 45’ (rig.) | Marcatori | 89’ (rig.) Materazzi |

| Arbitro: | N. Ayroldi (Molfetta) |

|              |           |             |
| Milanese 20’ | Marcatori | 70’ Arcadio |

| Alessandria 10 novembre 1996 10ª giornata | Alessandria         | 0 – 0 | Siena | Stadio Giuseppe Moccagatta\| Arbitro: \| Strazzera (Trapani) \| |
| Arbitro:                                  | Strazzera (Trapani) |       |       |                                                                 |

| Arbitro: | Pirrone (Messina) |

|                      |           |            |
| Simonetta 22’ (rig.) | Marcatori | 24’ Danesi |

| Arbitro: | Zaltron (Bassano del Grappa) |

|              |           |             |
| Ferrigno 22’ | Marcatori | 15’ Mignani |

| Siena 8 dicembre 1996 13ª giornata | Siena           | 0 – 0 | Carrarese | Stadio Artemio Franchi\| Arbitro: \| Cavuoti (Vasto) \| |
| Arbitro:                           | Cavuoti (Vasto) |       |           |                                                         |

| Arbitro: | S. Ayroldi (Salerno) |

|                |           |                                 |
| Puccinelli 39’ | Marcatori | 16’ Pecorari 82’ (rig.) Millesi |

| Arbitro: | Strocchia (Nola) |

|                    |           |  |
| Ferraro 74’ (aut.) | Marcatori |  |

| Arbitro: | Pascariello (Lecce) |

|                     |           |                                            |
| Zattarin 48’ (aut.) | Marcatori | 12’ Bertolotti 20’ F. Cossato 45’ Tedeschi |

| Arbitro: | Ingenito (Nocera Inferiore) |

|                       |           |                   |
| Fiorio 50’ Soncin 75’ | Marcatori | 90’ (rig.) Caputi |

#### Girone di ritorno
| Arbitro: | Ferone (Terni) |

|            |           |            |
| Caputi 22’ | Marcatori | 44’ Affuso |

| Monza 26 gennaio 1997 19ª giornata | Monza              | 0 – 0 | Siena | Stadio Brianteo\| Arbitro: \| Gregoroni (Napoli) \| |
| Arbitro:                           | Gregoroni (Napoli) |       |       |                                                     |

| Siena 2 febbraio 1997 20ª giornata | Siena          | 0 – 0 | Modena | Stadio Artemio Franchi\| Arbitro: \| Pieri (Genova) \| |
| Arbitro:                           | Pieri (Genova) |       |        |                                                        |

| Arbitro: | Paparesta (Bari) |

|  |           |                                                 |
|  | Marcatori | 34’, 90’ Arcadio 39’ (aut.) Pandullo 57’ Lapini |

| Siena 16 febbraio 1997 22ª giornata | Siena                      | 0 – 0 | Pistoiese | Stadio Artemio Franchi\| Arbitro: \| Cardella (Torre del Greco) \| |
| Arbitro:                            | Cardella (Torre del Greco) |       |           |                                                                    |

| Montevarchi 23 febbraio 1997 23ª giornata | Montevarchi       | 0 – 0 | Siena | Stadio Gastone Brilli-Peri\| Arbitro: \| Malatesta (Terni) \| |
| Arbitro:                                  | Malatesta (Terni) |       |       |                                                               |

| Siena 2 marzo 1997 24ª giornata | Siena             | 0 – 0 | Prato | Stadio Artemio Franchi\| Arbitro: \| Pirrone (Messina) \| |
| Arbitro:                        | Pirrone (Messina) |       |       |                                                           |

| Arbitro: | Verrucci (Fermo) |

|             |           |  |
| Masitto 21’ | Marcatori |  |

| Arbitro: | Cecotti (Udine) |

|                              |           |                  |
| Caputi 60’ (rig.) Lapini 90’ | Marcatori | 69’ (rig.) Giani |

| Arbitro: | Campofiorito (Chiavari) |

|                         |           |              |
| Mignani 33’ Ferraro 58’ | Marcatori | 79’ Carletti |

| Arbitro: | Semeraro (Taranto) |

|             |           |                                     |
| Di Muri 89’ | Marcatori | 58’ Lapini 64’ Arcadio 87’ Di Mella |

| Siena 13 aprile 1997 29ª giornata | Siena                 | 0 – 0 | Como | Stadio Artemio Franchi\| Arbitro: \| Cuttica (Alessandria) \| |
| Arbitro:                          | Cuttica (Alessandria) |       |      |                                                               |

| Arbitro: | Vittoria (Napoli) |

|                 |           |                     |
| Sala 89’ (rig.) | Marcatori | 25’ (aut.) Pennucci |

| Arbitro: | Cavuoti (Vasto) |

|                            |           |                |
| Ferraresso 4’ Pecorari 76’ | Marcatori | 60’ Bortoluzzi |

| Arbitro: | Alvino (Salerno) |

|               |           |                       |
| Simonetta 50’ | Marcatori | 70’ Ottolina 79’ Osio |

| Arbitro: | Strocchia (Nola) |

|                                |           |             |
| Oldoni 44’ Salamone 79’ (rig.) | Marcatori | 17’ Arcadio |

| Arbitro: | Esposito (Trapani) |

|                                          |           |                         |
| Bortoluzzi 18’ Simonetta 41’ Arcadio 62’ | Marcatori | 46’ Fiorio 75’ Tollardo |

### Coppa Italia Serie C

#### Primo turno
| Viterbo 24 agosto 1996 | Viterbese | 0 – 0 | Siena | Stadio Enrico Rocchi |

| Siena 28 agosto 1996 | Siena | 2 – 2 | Viterbese | Stadio Artemio Franchi |

## Statistiche

### Statistiche di squadra
| Competizione         | Punti | In casa | In casa | In casa | In casa | In casa | In casa | In trasferta | In trasferta | In trasferta | In trasferta | In trasferta | In trasferta | Totale | Totale | Totale | Totale | Totale | Totale | DR |
| Competizione         | Punti | G       | V       | N       | P       | Gf      | Gs      | G            | V            | N            | P            | Gf           | Gs           | G      | V      | N      | P      | Gf     | Gs     | DR |
| -------------------- | ----- | ------- | ------- | ------- | ------- | ------- | ------- | ------------ | ------------ | ------------ | ------------ | ------------ | ------------ | ------ | ------ | ------ | ------ | ------ | ------ | -- |
| Serie C1             | 44    | 17      | 7       | 7       | 3       | 19      | 14      | 17           | 3            | 7            | 7            | 16           | 16           | 34     | 10     | 14     | 10     | 35     | 30     | +5 |
| Coppa Italia Serie C |       | 1       | 0       | 1       | 0       | 2       | 2       | 1            | 0            | 1            | 0            | 0            | 0            | 2      | 0      | 2      | 0      | 2      | 2      | 0  |
| Totale               | -     | 18      | 7       | 8       | 3       | 21      | 16      | 18           | 3            | 8            | 7            | 16           | 16           | 36     | 10     | 16     | 10     | 37     | 32     | +5 |

### Statistiche dei giocatori[6]
| Giocatore      | Serie C1 | Serie C1 | Coppa Italia Serie C | Coppa Italia Serie C | Totale   | Totale |
| Giocatore      | Presenze | Reti     | Presenze             | Reti                 | Presenze | Reti   |
| -------------- | -------- | -------- | -------------------- | -------------------- | -------- | ------ |
| A. Arcadio     | 34       | 8        | ?                    | ?                    | 34+      | 8+     |
| S. Argilli     | 32       | 0        | ?                    | ?                    | 32+      | 0+     |
| A. Bartoli     | 1        | 0        | ?                    | ?                    | 1+       | 0+     |
| F. Bellotti    | 30       | 0        | ?                    | ?                    | 30+      | 0+     |
| D. Bencistà    | 1        | 0        | ?                    | ?                    | 1+       | 0+     |
| A. Bernardi    | 8        | 0        | ?                    | ?                    | 8+       | 0+     |
| M. Bianchi     | 1        | 0        | ?                    | ?                    | 1+       | 0+     |
| D. Bortoluzzi  | 33       | 4        | ?                    | ?                    | 33+      | 4+     |
| M. Caputi      | 32       | 5        | ?                    | ?                    | 32+      | 5+     |
| F. Carsetti    | 23       | 0        | ?                    | ?                    | 23+      | 0+     |
| G. Castiglione | 11       | 0        | ?                    | ?                    | 11+      | 0+     |
| G. Costi       | 14       | 0        | -                    | -                    | 14       | 0      |
| A. Di Mella    | 20       | 1        | -                    | -                    | 20       | 1      |
| G. Ferraro     | 25       | 1        | ?                    | ?                    | 25+      | 1+     |
| F. Gamberi     | 1        | 0        | ?                    | ?                    | 1+       | 0+     |
| M. Grillo      | 2        | 0        | ?                    | ?                    | 2+       | 0+     |
| A. Ivan        | 30       | -26      | ?                    | ?                    | 30+      | -26+   |
| E. La Scaleia  | 2        | 0        | ?                    | ?                    | 2+       | 0+     |
| S. Lancini     | 32       | 0        | ?                    | ?                    | 32+      | 0+     |
| W. Lapini      | 13       | 3        | ?                    | ?                    | 13+      | 3+     |
| A. Leonardi    | 2        | 0        | ?                    | ?                    | 2+       | 0+     |
| G. Mazzi       | 4        | -4       | ?                    | ?                    | 4+       | -4+    |
| M. Mignani     | 29       | 2        | ?                    | ?                    | 29+      | 2+     |
| V. Papa        | 1        | 0        | ?                    | ?                    | 1+       | 0+     |
| A. Pepi        | 27       | 0        | ?                    | ?                    | 27+      | 0+     |
| L. Puccinelli  | 17       | 2        | ?                    | ?                    | 17+      | 2+     |
| R. Simonetta   | 24       | 5        | ?                    | ?                    | 24+      | 5+     |